# Sajtfondü

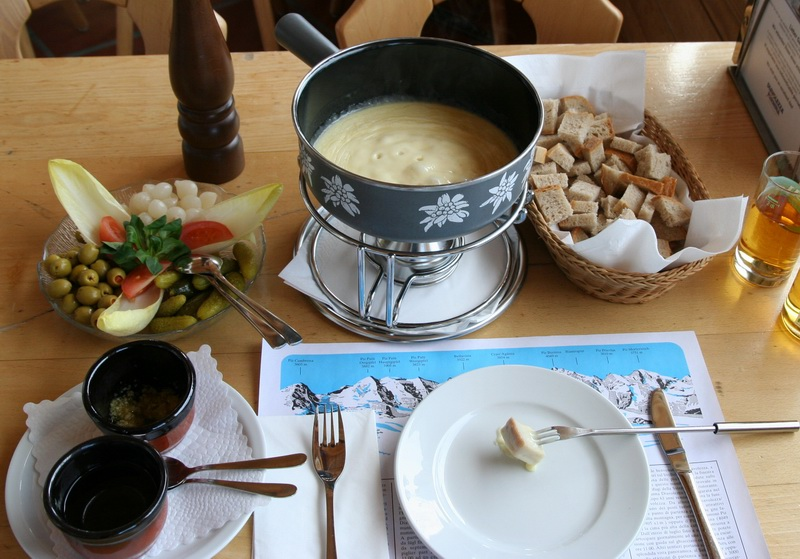
Fondüs készlet

A sajtfondü (vagy fondü; francia nyelven fondue au fromage) svájci eredetű meleg főétel, amely kétféle sajtból, valamint fehér borból vagy vízből készül.  A mártogatós ételek közé tartozik. A 19. század közepe  óta ismert. A svájci hegyi pásztorok hagyományait őrzi, akiknek a tej és a sajt volt a fő táplálékuk. A tejet később fehér borral váltották fel. Számos változata van, főleg a felhasznált sajttól függően (pl. emmentáli, gruyère).

## A szó eredete
A francia "fondue" (olvasztott) szóból származik az étel neve. Klasszikus változata a fondue bourguignonne, amelyet a Nyugat-Svájcot 1476-ban megszálló burgundiakról neveztek.

## Elkészítése
A sajtot egy speciális edénybe helyezik és megolvasztják. Gyakran főtt burgonyával fogyasztják.
Az olvasztott sajtot egy kis edényben melegen tartják (pl kicsi gyertya lángjával), a mártogatható falatokat, melyek lehetnek zöldségek, kenyérkockák, pirítós darabok, húsfélék, egy kis villára (ú.n. fondüvillára) szúrva az olvasztott sajtban megforgatják, és a villáról azonnal fogyasztják.